# Danh sách đĩa đơn quán quân Hot 100 năm 1964 (Mỹ)
| Đĩa đơn | Album |
| --- | --- |

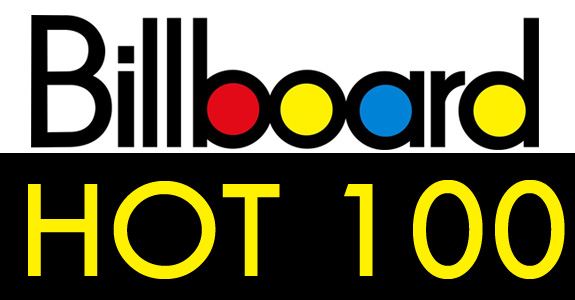

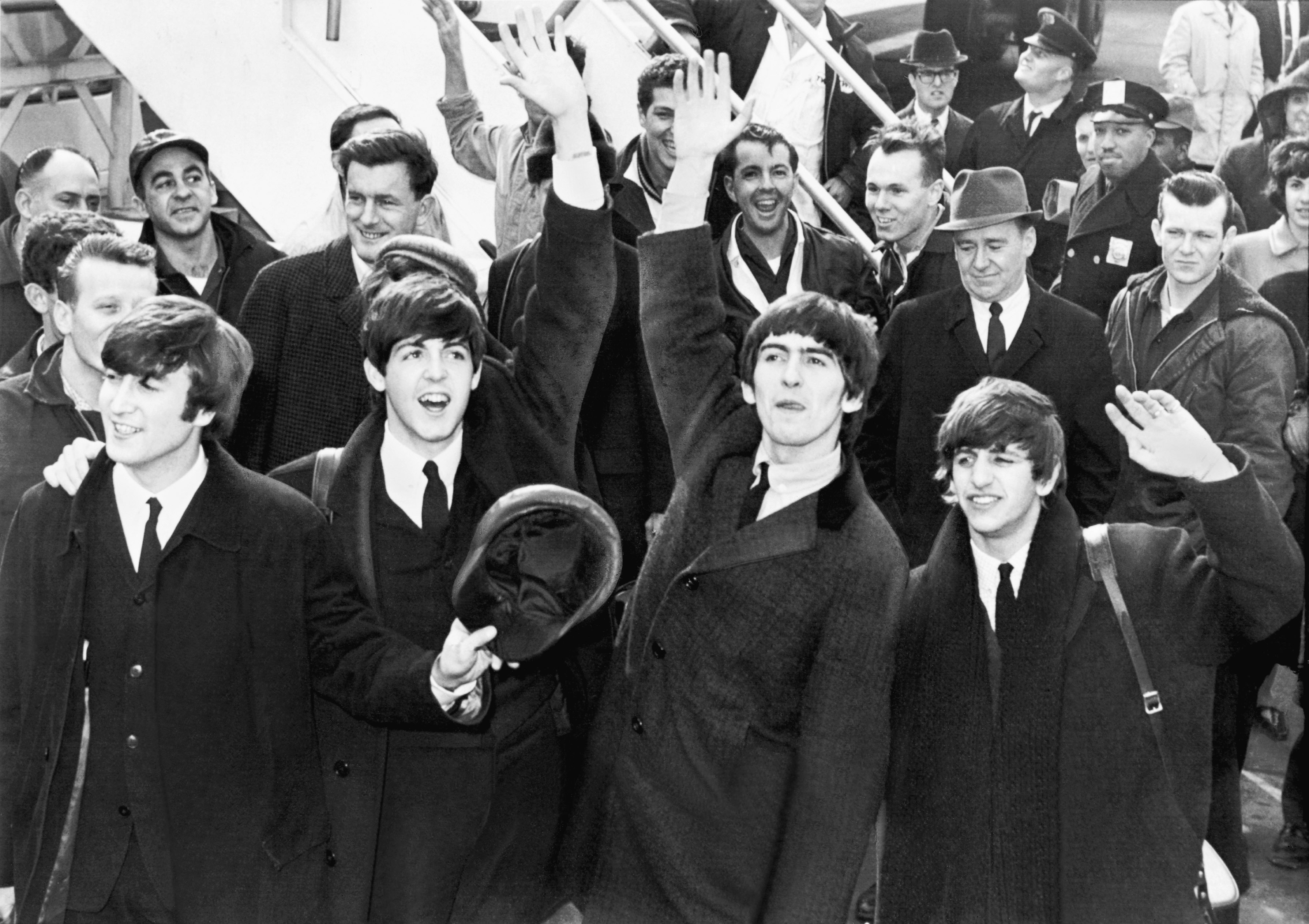
Năm 1964, The Beatles có 6 đĩa đơn đứng đầu. Một trong số đó là I Want to Hold Your Hand trở thành đĩa đơn quán quân của năm.

| - Bobby Vinton: There! I've Said It Again - 4 Tuần (4.01- 25.01.1964) - Beatles: I Want To Hold Your Hand - 7 Tuần (1.02 - 14.3) - Beatles: She Loves You - 2 Tuần (21.3 - 28.3) - Beatles: Can't Buy Me Love - 5 Tuần (4.4 - 2.5) - Louis Armstrong & The All Stars: Hello, Dolly! - 1 Tuần (9.5) - Mary Wells: My Guy - 2 Tuần (16.5 - 23.5) - Beatles: Love Me Do - 1 Tuần (30.5) - The Dixie Cups: Chapel Of Love - 3 Tuần (6.6 - 20.6) - Peter & Gordon: A World Without Love - 1 Tuần (27.6) - Beach Boys: I Get Around - 2 Tuần (4.7 - 11.7) - Four Seasons: Rag Doll - 2 Tuần (18.7 - 25.7) - Beatles: A Hard Day's Night - 2 Tuần (1.8 - 8.8) - Dean Martin: Everybody Loves Somebody Sometimes - 1 Tuần (15.8) - Supremes: Where Did Our Love Go - 2 Tuần (22.8 - 29.8) - The Animals: House Of The Rising Sun - 3 Tuần (5.9 - 19.9) - Roy Orbison: Pretty Woman - 3 Tuần (26.9 - 10.10) - Manfred Mann: Do Wah Diddy Diddy - 2 Tuần (17.10 - 24.10) - Supremes: Baby Love - 4 Tuần (31.10 - 21.11) - The Shangri-Las: Leader Of The Pack - 1 Tuần (28.11) - Lorne Greene: Ringo - 1 Tuần (5.12) - Bobby Vinton: Mr Lonely - 1 Tuần (12.12) - Supremes: Come See About Me - 1 Tuần (19.12, tổng cộng 2 tuần) - Beatles: I Feel Fine - 3 Tuần (26.12.1964 - 9.01.1965) | - Singing Nun - Singing Nun - 10 Tuần (7.12.1963 - 14.02.1964) - The Beatles - Meet The Beatles - 11 Tuần (15.02 - 1.5) - The Beatles - With The Beatles - 5 Tuần (2.5 - 5.6) - Soundtrack - Hello Dolly - 1 Tuần (6.6 - 12.6) - Louis Armstrong - Hello Dolly - 6 Tuần (13.6 - 24.7) - The Beatles - A Hard Day's Night - 14 Tuần (25.7 - 30.10) - Barbra Streisand - People - 5 Tuần (31.10 - 4.12) - The Beach Boys - Beach Boys Concert - 4 Tuần (5.12.1964 - 1.01.1965) |